# Ahmad Ier al-Muqtadir
Pour les articles homonymes, voir al-Muqtadir.
Ahmad ibn Sulayman, de son nom complet Abu-Jafar Ahmad ibn Sulayman al-Muqtadir bi-llah, qui prit le surnom honorifique d’al-Muqtadir (« le puissant [grâce à Dieu] ») et connu comme Ahmad Ier al-Muqtadir (né à une date inconnue - mort en 1082) est le second dirigeant de la dynastie des Houdides, qui régna sur le taïfa de Saragosse. Il régna de 1049 à 1081.
Al-Muqtadir réunit sous son contrôle les territoires de son père, dispersés entre ses frères après la mort de son père, al-Musta'in Ier. Il porta à son apogée politique et culturelle la taïfa de Saragosse. Il fut un grand mécène et s'intéressa aux sciences, à la philosophie et à l'art. Il ordonna la construction du palais de l'Aljaferia, à Saragosse, où il réunit autour de lui d'importants intellectuels d'al-Andalus.

## Biographie

### Jeunesse et succession
Le père d'al-Muqtadir, al-Musta'in Ier confie à ses cinq fils l'administration des différentes régions de son royaume de taïfa : Lérida pour Yusuf al-Muzaffar, Huesca pour Lubb, Tudèle pour Mundir et Calatayud pour Muhammad, tandis qu'Ahmad reçoit Saragosse. Avant même la mort de leur père, dès 1046, les frères d'Ahmad al-Muqtadir – sauf Lubb – cherchent à devenir indépendants : en 1047, ils se proclament tous rois et frappent monnaie en signe de souveraineté.

### Premières années difficiles

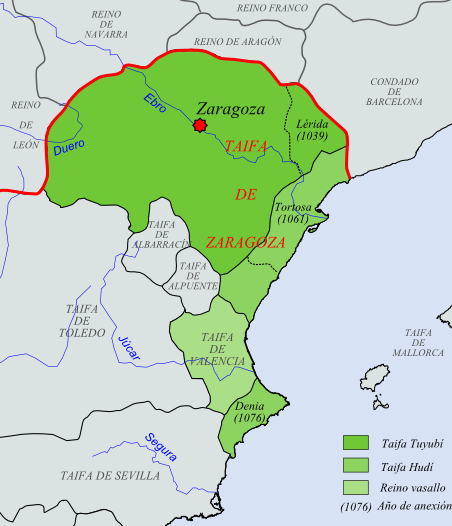
Taïfa de Saragosse dans son extension maximale, en 1076, sous le règne d'al-Muqtadir.

Ahmad Ier al-Muqtadir mena immédiatement des campagnes afin de soumettre ses frères : en 1051, Mundir et Muhammad sont soumis, tandis que Yusuf continue à résister à Lérida.
Yusuf trouve, afin de résister à son frère, l'alliance des seigneurs catalans, dont le comte de Barcelone Raimond-Bérenger Ier. Ils monnayent en effet leur alliance contre de lourds parias et des gains territoriaux. Al-Muqtadir, pour défaire cette alliance, est obligé de verser des parias encore plus lourds aux seigneurs chrétiens. En 1058, il cherche à faire la paix avec son frère Yusuf : la paix est en effet préférable, car il paie des tributs multiples au comte de Barcelone et aux seigneurs catalans, mais aussi à Armengol III, comte d'Urgell, à Ramire Ier, roi d'Aragon ou encore à Garcia III, roi de Pampelune. Mais la méfiance entre les deux frères empêche la paix d'être conclue.
En 1060, al-Muqtadir, pour obtenir l'alliance du roi de Castille, Ferdinand Ier, lui paie des parias extrêmement élevés.

### Conquête de Tortosa
En 1060, un événement inespéré avait permis à al-Muqtadir de prendre l'avantage. À la suite de la mort du roi de la taïfa de Tortosa, Muqatil, en 1053, le pouvoir passe à Ya'la, puis, en 1057, à Nabil. Mais, ne pouvant se maintenir sur le trône, ce dernier part se réfugier à Saragosse auprès d'al-Muqtadir.
L'année suivante, al-Muqtadir fait la conquête de Tortosa, gagnant une ouverture sur la mer Méditerranée.

### Lutte contre le royaume d'Aragon
Al-Muqtadir se retrouve pris sous la pression du roi d'Aragon, Ramire Ier qui cherche à étendre son royaume vers le sud : en 1062, celui-ci progresse dans la haute vallée du Cinca et conquiert Benabarre et les villages situés entre le Guart et la Noguera. L'année suivante, il décide d'assiéger la puissante forteresse de Graus. Al-Muqtadir vient en personne défendre sa cité, à la tête de troupes qui comptent un contingent de Castillans dirigés par le fils du roi, Sanche, et un jeune chevalier, Rodrigo Diaz de Vivar. Al-Muqtadir perd tout d'abord les places de Torreciudad et de Fantova, au nord de Barbastro. Mais, le 8 mai 1062, Al-Muqtadir et ses alliés rencontrent les Aragonais devant Graus et les repoussent : Ramire Ier meurt au cours de la bataille, tué par un soldat musulman qui, en parlant roman, s'est approché du roi pour l'abattre d'un coup de lance.
Al-Muqtadir se trouve alors opposé au fils de Ramire Ier, Sanche Ier. Celui-ci trouve le soutien du pape Alexandre II qui, en 1063, lance un appel à la croisade, auquel répondent des chevaliers et des seigneurs francs : un contingent d'Aquitains est mené par le duc d'Aquitaine Guillaume VIII, le contingent papal par le Normand Guillaume de Montreuil, tandis que Sanche Ier dirige le contingent espagnol, formé d'Aragonais et de Catalans, dont Armengol III. Le but de l'entreprise est la conquête de Barbastro, devant laquelle le siège est mis en 1064. À la suite de la prise de la ville, Armengol III est nommé chef de la place. L'année suivante, Sanche Ier s'empare également d'Alquézar.
Al-Muqtadir réagit immédiatement : il proclame le jihad et fait appel aux musulmans d'al-Andalus pour venir l'aider. Le 17 avril 1065, il reconquiert la ville de Graus. Après cette victoire, il prend le surnom honorifique d’al Muqtadir bi-llah, c'est-à-dire « puissant grâce à Dieu ».
Al-Muqtadir se méfie cependant de la puissance aragonaise, qui menace les frontières septentrionale de son royaume. En 1069 et en 1073, il traite avec le roi de Pampelune, Sanche IV, à qui il verse des parias. Insatisfait, semble-t-il, de l'alliance, il aurait favorisé le frère de Sanche IV, Raimond, qui l'assassine en 1076 à Peñalén. Le meurtre provoque une crise de succession : le roi de León et Castille, Alphonse VI en profite pour s'emparer de la Rioja, tandis que les nobles navarrais, refusant d'être dirigés par le fratricide Raimond, qui part se réfugier à Saragosse, choisissent Sanche Ier comme roi.

### Conquêtes au Levant
La taïfa de Dénia, dont le dernier roi indépendant, Ali ibn Mujahid a été marié à une sœur d'al-Muqtadir, est tombé aux mains du roi de Tolède, al-Mamun. Celui-ci meurt empoisonné en 1075, donnant l'occasion à al-Muqtadir d'arrondir ses conquêtes au Levant. À la tête d'une forte armée, il se présente devant Dénia, défendue par un gouverneur appelé Ibn al-Royólo, qui retourne la population en faveur d'al-Muqtadir. Ainsi, sans avoir à combattre, al-Muqtadir obtient tout le territoire de l'ancienne taïfa de Dénia.
Al-Muaqtadir repart ensuite vers Saragosse, mais il souhaite établir une continuité entre ses États : il lui faut donc faire la conquête de la taïfa de Valence. Il se rend devant la ville avec son armée. Le roi de Valence, Abu Bakar, est le vassal du roi de Tolède, lui-même allié au roi de Castille, Alphonse VI. Abu Bakar sort à la rencontre d'al-Muqtadir : il se déclare son vassal, en échange de quoi il conserve la taïfa de Valence. Al-Muqtadir se contente de cette soumission, car il craint de provoquer, par ses conquêtes, la colère des autres rois taïfas et du roi de Castille.
Al-Muqtadir concentre les années suivantes à soumettre la taïfa de Lérida, toujours dirigée par son frère, Yusuf al-Muzzafar. Il finit par le faire prisonnier en 1078 et l'enferme dans la forteresse de Rueda, où il obtient son renoncement.

### Succession et mort
Comme son père il divise son royaume entre ses deux fils : Yusuf reçoit l'essentiel du royaume avec Saragosse, tandis qu'al-Mundir obtient Lérida, Tortosa et Dénia. À la fin de l'année 1081, al-Muqtadir, gravement malade, délègue le pouvoir à ses fils. Il meurt sans doute l'année suivante.

## Splendeur du règne

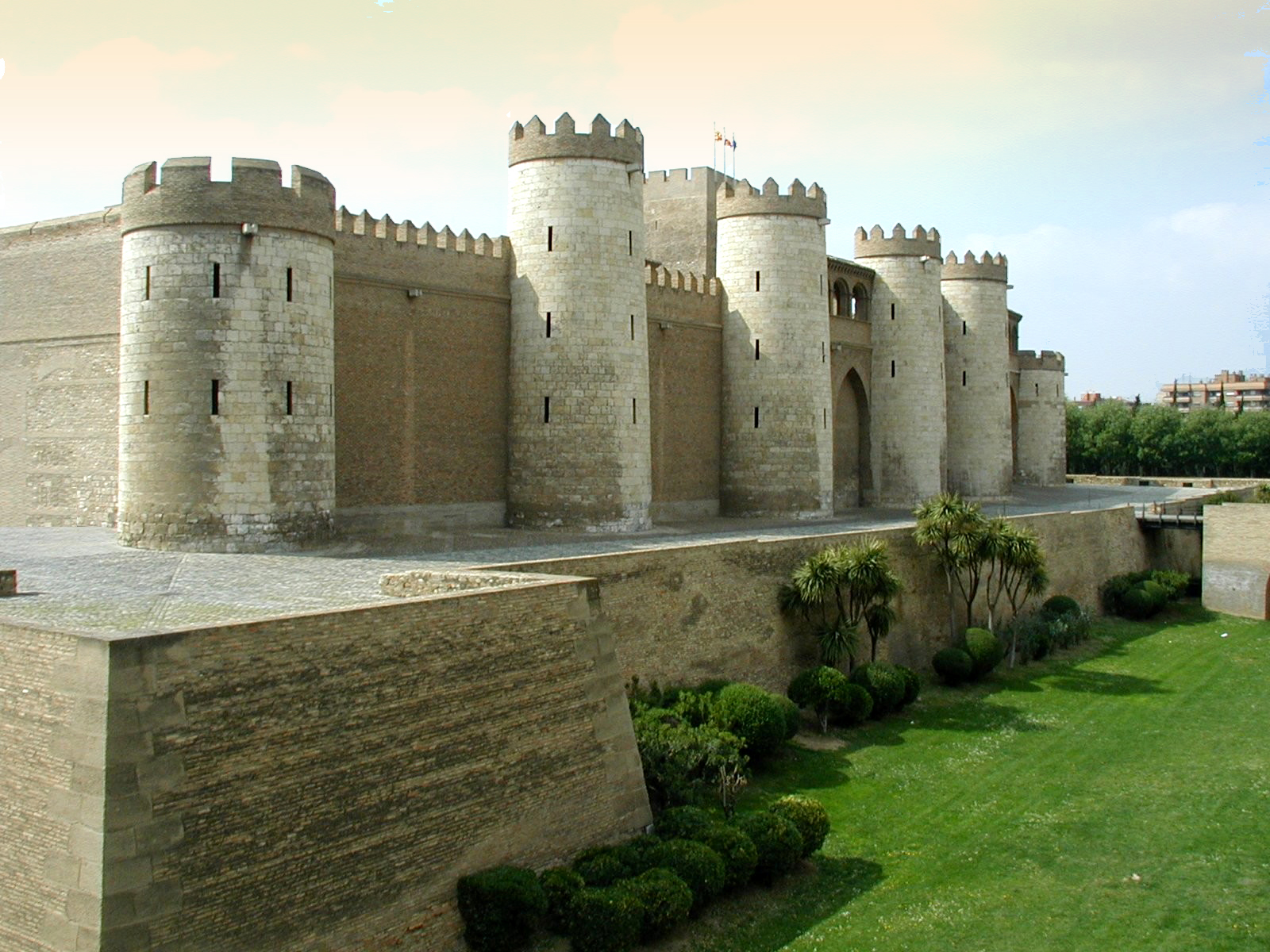
Entrée du palais-forteresse de l'Aljaferia, à Saragosse.

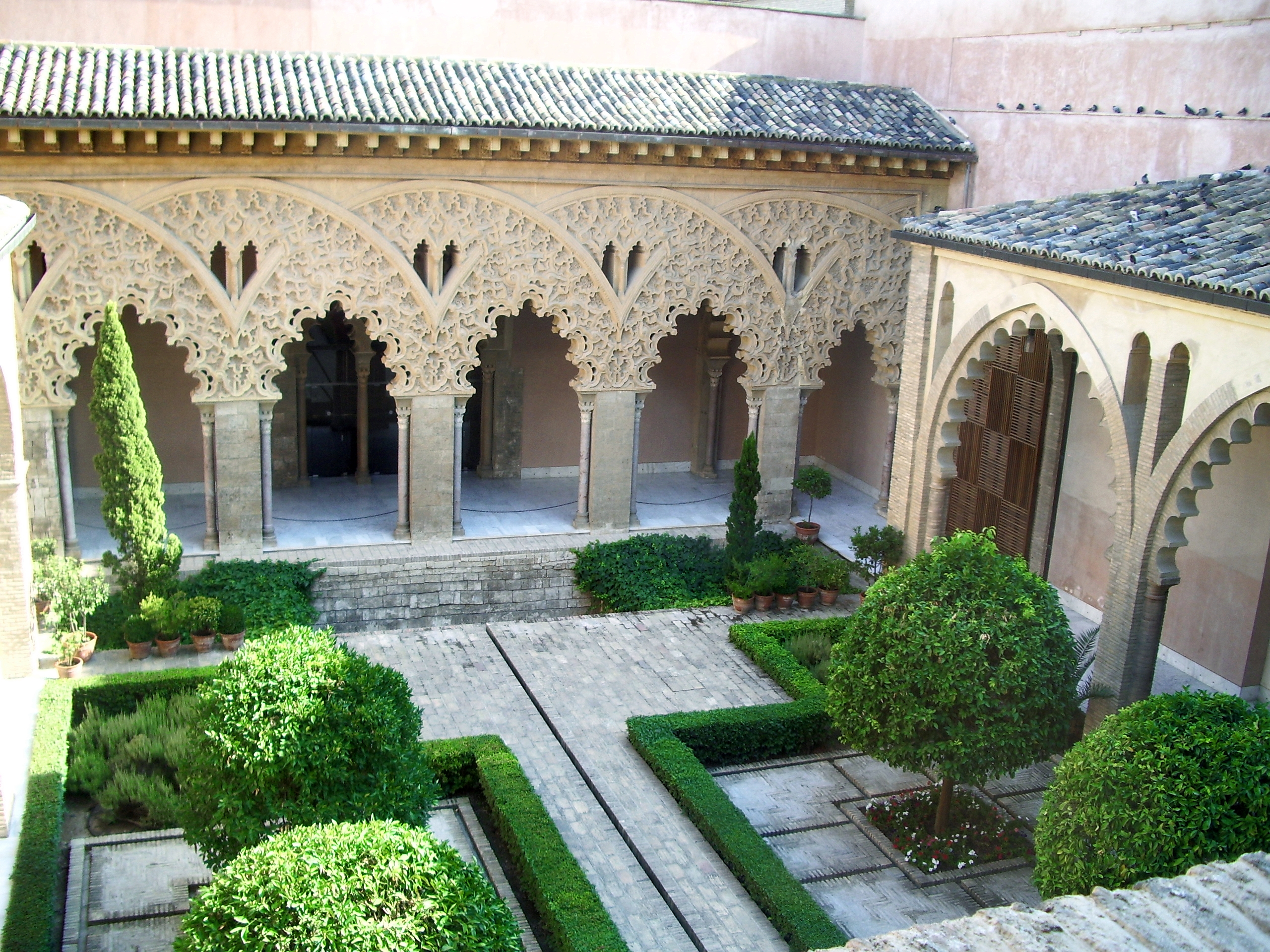
Patio de Santa Isabel, une des principales cours du palais de l'Aljaferia.

### Roi bâtisseur
En plus de son talent politique, al-Muqtadir fut un roi sage, qui avait de grandes ambitions artistiques et culturelles. La plus grande de ses réalisations fut la construction d'un palais-forteresse, à l'extérieur de la ville de Saragosse, l'Almozara. L'endroit servait déjà pour les parades militaires, les fêtes et les exercices équestres. Ce palais porte le nom d'al-Muqtadir : Aljaferia ou l’al-yafariyya, c'est-à-dire le « [palais d']al-Jafar ».

### Cour brillante
Il fut le siège de la brillante cour du roi de Saragosse, animée par un centre culturel qui se développa sous l'impulsion du roi. Les intellectuels et les artistes d'al-Andalus affluèrent à Saragosse, car ils y trouvaient un mécène, mais aussi un homme ouvert et tolérant, loin des rigueurs des Almoravides.
On trouva à la cour des poètes, des musiciens, des historiens, des mystiques. C'est aussi là que se développa une des plus brillantes écoles de philosophie de l'Islam, qui, dans le prolongement des travaux d'Avicenne, incorpore la philosophie aristotélicienne à la réflexion arabo-musulmane. Avempace, qui nait vers 1080 à Saragosse, est le fruit de cette effervescence intellectuelle qui bouillonne dans la capitale.

## Famille et descendance
Ahmad Ier al-Muqtadir a deux fils connus :
- Yusuf (mort en 1085), qui prend le titre honorifique d’al-Mutaman, roi taïfa de Saragosse ;
- al-Mundir (mort en 1090), qui prend le titre honorifique d’Imad ad-Dawla, roi taïfa de Lérida.